# ديوغو فيلا
ديوغو فيلا هو لاعب كرة قدم برتغالي في مركز الدفاع، ولد في 7 فبراير 1990 في أمارانتي في البرتغال. لعب مع نادي أيك لارنكا ونافال.

## وصلات خارجية
- ديوغو فيلا على موقع قاعدة بيانات كرة القدم.إي يو (الإنجليزية)